# Nati nel 1730
| Questa pagina contiene informazioni ricavate automaticamente dalle voci biografiche con l'ausilio del template Bio e di un bot. L'aggiornamento è periodico e automatico e ricostruisce completamente la pagina. Se manca una persona in questa lista, sei pregato di non aggiungerla, ma accertati piuttosto che la sua voce biografica contenga il template Bio e che i dati anagrafici siano correttamente compilati. Se il template Bio manca, inseriscilo tu stesso o, in alternativa, metti l'avviso {{tmp\|Bio}} che ne segnala la mancanza. Se i dati riportati sono sbagliati, correggi direttamente la voce biografica; le modifiche saranno visibili in questa lista entro pochi giorni. Per chiarimenti vedi il progetto biografie. La lista contiene solo le 174 persone che sono citate nell'enciclopedia e per le quali è stato implementato correttamente il template Bio. Pagina aggiornata al 26 ott 2024. |

## Gennaio(12)
- 1º gennaio - Archibald Bulloch, politico, patriota e rivoluzionario statunitense († 1777)
- 3 gennaio - Charles Palissot de Montenoy, drammaturgo e editore francese († 1814)
- 5 gennaio - Joseph-Aignan Sigaud de Lafond, fisico francese († 1810)
- 10 gennaio - Cesare Alberico Lucini, arcivescovo cattolico italiano († 1768)
- 14 gennaio - William Whipple, militare e politico statunitense († 1785)
- 15 gennaio - Louis Dutens, scrittore, traduttore e filologo francese († 1812)
- 15 gennaio - Mauro Antonio Tesi, pittore, incisore e architetto italiano († 1766)
- 16 gennaio - Ambrogio Mirelli, arcivescovo cattolico italiano († 1795)
- 22 gennaio - Agostino Gervasio, teologo e arcivescovo cattolico italiano († 1806)
- 23 gennaio - François Marie d'Aboville, generale e nobile francese († 1817)
- 23 gennaio - Joseph Hewes, politico statunitense († 1779)
- 27 gennaio - Jean-Martin Moyë, presbitero francese († 1793)

## Febbraio(10)
- 6 febbraio - Januarius Zick, pittore e architetto tedesco († 1797)
- 8 febbraio - Gaetano Barba, architetto e ingegnere italiano († 1806)
- 17 febbraio - Gian Giuseppe Barzellini, matematico e astronomo italiano († 1809)
- 22 febbraio - William Franklin, militare e politico britannico († 1813)
- 22 febbraio - Giovanni Ottavio Manciforte Sperelli, cardinale italiano († 1781)
- 22 febbraio - Domenico Merlini, architetto italiano († 1797)
- 23 febbraio - Christian Joseph Lidarti, musicista austriaco († 1795)
- 23 febbraio - Giulio Giuseppe Mozzi, matematico, politico e poeta italiano († 1813)
- 26 febbraio - Johann Peter Wagner, scultore tedesco († 1809)
- 27 febbraio - Charles-Axel Guillaumot, architetto francese († 1807)

## Marzo(12)
- 2 marzo - Le Blanc de Guillet, drammaturgo e giornalista francese († 1799)
- 7 marzo - Louis Auguste Le Tonnelier de Breteuil, diplomatico e politico francese († 1807)
- 11 marzo - Otto Friedrich Müller, naturalista danese († 1784)
- 18 marzo - Dar'ja Aleksandrovna Rumjanceva, nobildonna russa († 1809)
- 19 marzo - Pierre-Philippe Choffard, disegnatore e incisore francese († 1809)
- 19 marzo - José Clavijo y Fajardo, giornalista spagnolo († 1806)
- 19 marzo - Maria Felicita di Savoia, principessa († 1801)
- 20 marzo - Dar'ja Nikolaevna Saltykova, serial killer russa († 1801)
- 22 marzo - Charles-Louis Loys de Cheseaux, storico svizzero († 1789)
- 25 marzo - Antonio Turra, botanico e medico italiano († 1796)
- 29 marzo - Michele Vecchio, pittore italiano († 1799)
- 31 marzo - Étienne Bézout, matematico francese († 1783)

## Aprile(11)
- 1º aprile - Salomon Gessner, poeta e pittore svizzero († 1788)
- 5 aprile - Jean Baptiste Louis Georges Seroux d'Agincourt, storico dell'arte francese († 1814)
- 15 aprile - Felice Fontana, fisico, anatomista e biologo italiano († 1805)
- 15 aprile - Moses Harris, entomologo e incisore inglese († 1788)
- 16 aprile - Antonio Belglava, vescovo italiano († 1790)
- 16 aprile - Henry Clinton, generale britannico († 1795)
- 16 aprile - Agostino Ripa di Meana, nobile italiano († 1785)
- 20 aprile - Athanase Louis Marie de Loménie, politico e nobile francese († 1794)
- 24 aprile - Nicolas Baudeau, teologo, economista e giornalista francese († 1792)
- 25 aprile - Fedele Fenaroli, compositore italiano († 1818)
- 26 aprile - John Moore, arcivescovo anglicano inglese († 1805)

## Maggio(9)
- 1º maggio - Vittorio Amedeo Didier, letterato italiano († 1808)
- 2 maggio - Sigismund Anton von Hohenwart, arcivescovo cattolico austriaco († 1820)
- 13 maggio - Charles Watson-Wentworth, II marchese di Rockingham, politico britannico († 1782)
- 15 maggio - Melchiorre Cesarotti, scrittore, traduttore e linguista italiano († 1808)
- 19 maggio - Matteo Biffi Tolomei, economista e politico italiano († 1808)
- 19 maggio - Venanzio Lupacchini, medico e letterato italiano († 1775)
- 23 maggio - Augusto Ferdinando di Prussia, principe e generale prussiano († 1813)
- 23 maggio - Pál László Esterházy, vescovo cattolico ungherese († 1799)
- 26 maggio - Pieter Boddaert, fisico e naturalista olandese († 1795)

## Giugno(8)
- 7 giugno - Georg von Pasterwitz, musicista e insegnante austriaco († 1803)
- 9 giugno - Onofrio Maria Gennari, vescovo cattolico italiano († 1804)
- 14 giugno - Antonio Sacchini, compositore italiano († 1786)
- 20 giugno - Teodoro de Croix, militare e funzionario spagnolo († 1792)
- 21 giugno - Motoori Norinaga, scrittore giapponese († 1801)
- 26 giugno - Charles Messier, astronomo francese († 1817)
- 28 giugno - Ivan Petrovič Saltykov, generale russo († 1805)
- 29 giugno - Antonia Barbiano di Belgiojoso, scrittrice e mecenate italiana († 1773)

## Luglio(8)
- 1º luglio - Izabella Poniatowska, nobildonna polacca († 1808)
- 1º luglio - Pëtr Stepanovič Protasov, politico e ufficiale russo († 1794)
- 6 luglio - Peter Jonas Bergius, botanico svedese († 1790)
- 12 luglio - Giuseppe Maria Doria, doge († 1816)
- 12 luglio - Anna Barbara Reinhart, matematica svizzera († 1796)
- 12 luglio - Josiah Wedgwood, ceramista inglese († 1795)
- 15 luglio - Nicola Colonna di Stigliano, cardinale italiano († 1796)
- 31 luglio - Charles-Antoine Bridan, scultore francese († 1805)

## Agosto(13)
- 1º agosto - Frederick Hervey, IV conte di Bristol, vescovo anglicano e nobile britannico († 1803)
- 3 agosto - Pietro Stefano Speranza, vescovo cattolico italiano († 1802)
- 3 agosto - Sadāśivarāva Bhāū,  indiano († 1761)
- 11 agosto - Carlotta Amalia d'Assia-Philippsthal, duchessa († 1799)
- 11 agosto - Charles Bossut, gesuita e matematico francese († 1814)
- 15 agosto - Carlo Giorgio Lebrecht di Anhalt-Köthen, principe († 1789)
- 20 agosto - Paul Henri Mallet, storico svizzero († 1807)
- 23 agosto - James Hamilton, II conte di Clanbrassil, militare britannico († 1798)
- 23 agosto - Abel Seyler, banchiere, attore teatrale e regista teatrale svizzero († 1800)
- 24 agosto - Thomas Harley, politico britannico († 1804)
- 25 agosto - Francesco Saverio di Sassonia, principe tedesco († 1806)
- 27 agosto - Johann Georg Hamann, filosofo prussiano († 1788)
- 29 agosto - Aleijadinho, scultore, intagliatore e architetto brasiliano († 1814)

## Settembre(10)
- 12 settembre - Aleksander Michał Sapieha, nobile e politico polacco († 1793)
- 13 settembre - Ottone Calderari, architetto italiano († 1803)
- 14 settembre - Marcantonio IV Borghese, nobile e politico italiano († 1800)
- 16 settembre - Franz Ludwig von Erthal, vescovo cattolico tedesco († 1795)
- 17 settembre - Friedrich Wilhelm von Steuben, generale prussiano († 1794)
- 19 settembre - Augustin Pajou, scultore francese († 1809)
- 20 settembre - Carlo Borromeo del Liechtenstein, generale austriaco († 1789)
- 23 settembre - Faizullah Khan Bahadur, principe indiano († 1793)
- 27 settembre - Francesco Camillo VII Massimo, nobile e diplomatico italiano († 1801)
- 28 settembre - Francesco Vanni, vescovo cattolico italiano († 1803)

## Ottobre(4)
- 8 ottobre - Eugenio di Sassonia-Hildburghausen, principe e generale († 1795)
- 10 ottobre - Johann Hieronymus Chemnitz, presbitero e naturalista tedesco († 1800)
- 12 ottobre - Hannah Lightfoot, nobile britannica († 1759)
- 12 ottobre - Cayetano Pignatelli, generale e esploratore spagnolo

## Novembre(11)
- 4 novembre - Giovanni Battista Casanova, pittore italiano († 1795)
- 5 novembre - Benjamin Duvivier, medaglista e disegnatore francese († 1819)
- 6 novembre - Leonardo Antonelli, cardinale e vescovo cattolico italiano († 1811)
- 9 novembre - Charles De Wailly, architetto francese († 1798)
- 10 novembre - Oliver Goldsmith, scrittore e drammaturgo irlandese († 1774)
- 10 novembre - Giovanni Bernardo Zucchinetti, compositore e organista italiano († 1801)
- 10 novembre - Pedro de Alcántara Fernández de Córdoba y Moncada, nobile spagnolo († 1789)
- 12 novembre - Caterina Gabrielli, soprano italiano († 1796)
- 19 novembre - Domenico Pignatelli di Belmonte, cardinale e arcivescovo cattolico italiano († 1803)
- 23 novembre - William Moultrie, militare e politico statunitense († 1805)
- 24 novembre - Henrik af Trolle, ammiraglio svedese († 1784)

## Dicembre(12)
- 2 dicembre - Francisco Javier García Fajer, compositore spagnolo († 1809)
- 5 dicembre - José Nicolás de Azara, diplomatico, mecenate e collezionista d'arte spagnolo († 1804)
- 6 dicembre - Sophie von La Roche, letterata e romanziera tedesca († 1807)
- 8 dicembre - Johann Hedwig, botanico tedesco († 1799)
- 8 dicembre - Jan Ingenhousz, botanico olandese († 1799)
- 13 dicembre - William Hamilton, archeologo, diplomatico e antiquario britannico († 1803)
- 13 dicembre - Thomas Ludwell Lee, politico statunitense († 1778)
- 14 dicembre - James Bruce, esploratore britannico († 1794)
- 18 dicembre - Sophie d'Houdetot, nobildonna francese († 1813)
- 19 dicembre - Mademoiselle Montansier, attrice teatrale e impresaria teatrale francese († 1820)
- 20 dicembre - Eberhard I von Waldburg-Wurzach, principe tedesco († 1807)
- 25 dicembre - Filippo Mazzei, medico, filosofo e saggista italiano († 1816)

## Senza giorno specificato(54)
- Mahadaji Sindhia, politico indiano († 1794)
- Domenico Alfeno Vario, presbitero e giurista italiano († 1793)
- Gennaro Boltri, pittore e miniaturista italiano († 1788)
- Carlo Bonavia, pittore italiano
- Antonio Capellani, incisore italiano
- Jean-Baptiste Philibert Cardonne, musicista francese
- Martin Carlin, ebanista francese († 1785)
- Ignazio Celoniati, compositore e violinista italiano († 1784)
- Pierre Chenu, incisore francese († 1795)
- Smith Child, ammiraglio britannico († 1813)
- Vittorio Amedeo Cignaroli, pittore italiano († 1800)
- Peter Dollond, ottico inglese († 1820)
- William Douglas, IV baronetto, nobile e politico scozzese († 1783)
- Marianna Elmo, artista italiana
- Pasquale Errichelli, compositore italiano
- Pablo Esteve, drammaturgo spagnolo († 1794)
- Charles Claude Flahaut de La Billarderie, militare e politico francese († 1809)
- Alexander Garden, botanico e medico scozzese († 1791)
- Giuseppe Gay di Quarti, nobile italiano († 1787)
- Carlo Girelli, religioso e poeta italiano († 1816)
- Leontzi Honauer, compositore tedesco († 1790)
- William Hudson, botanico e farmacista britannico († 1793)
- Vasilij Alekseevič Kar, generale russo († 1806)
- Kawamata Tsunemasa, pittore giapponese († 1801)
- Robert Kingsmill, ammiraglio e politico britannico († 1805)
- Franciszek Ksawery Branicki, generale e avventuriero polacco († 1819)
- Henry Lee II, militare statunitense († 1787)
- Charlotte Lennox, scrittrice e poetessa inglese († 1804)
- Antonio Liozzi, pittore italiano († 1807)
- John Martin, politico statunitense († 1786)
- Antonio Matani, scienziato e filosofo italiano († 1779)
- Giacomo Merchi, chitarrista italiano († 1789)
- Gaetano Mercurio, pittore italiano († 1790)
- Giacomo Monaldi, scultore italiano († 1799)
- Marianna Monti, soprano italiano († 1814)
- John Murray, IV conte di Dunmore, nobile e politico scozzese († 1809)
- Michał Ogiński, politico, generale e compositore polacco († 1800)
- John Oswald, filosofo, attivista e poeta scozzese († 1793)
- Alerame Maria Pallavicini, doge († 1805)
- María Antonia de Paz y Figueroa, religiosa argentina († 1799)
- Giuseppe Pellandi, attore teatrale italiano († 1804)
- Marie-Joseph Peyre, architetto francese († 1785)
- George Ramsay, VIII conte di Dalhousie, nobile e politico inglese († 1787)
- Ivan Andreevič Rejnsdorp, militare danese († 1782)
- Stefano Salterio, scultore italiano († 1806)
- Kondratij Selivanov, religioso russo († 1832)
- Shahrokh di Persia, sovrano persiano († 1796)
- Girolamo Starace-Franchis, pittore italiano († 1794)
- Leonardo Targa, medico italiano († 1815)
- Georg Friedrich Veldten, architetto tedesco († 1801)
- Jean-Baptiste Willermoz,  francese († 1824)
- Bartolomeo Zeni, pittore italiano († 1809)
- Koca Yusuf Pascià, politico e militare ottomano († 1800)
- Kiril Živković, vescovo ortodosso e scrittore bulgaro († 1807)